# Tommy the Cat
Tommy the Cat är en låt av det amerikanska rock-bandet Primus. Den släpptes som singel år 1991 och återfinns på albumet Sailing the Seas of Cheese, släppt 14 maj 1991. En musikvideo till låten skapades även.
Tom Waits gör rösten till karaktären "Tommy the Cat".
"Tommy the Cat" har spelats live av Primus över 380 gånger.
Webbsidan AXS tyckte det var bandets femte bästa låt.
AllMusic tyckte det var en av albumets bästa låtar.